# Willy Tupy
Wilhelm (Willy) Peter Tupy, född 12 maj 1875 i Wien, död 1972, var en svensk tecknare och grafiker.
Han var son till affärsmannen Anton Tupy och Eisabeth Kary och bror till Rudi Tupy. Tupy studerade för Alois Delug och Franz Rumpler vid Wiens konstakademi 1897-1901. Därefter arbetade han som assistent och från 1914 med professors titel vid Wiens Graphische Lehr- und Versuchsanstalt. Han medverkade i Wiens Künstlerhaus 1905-1915. Han flyttade till Stockholm 1918 och deltog där i utställningar på Liljevalchs konsthall med porträtt, landskap och figurstudier. Han blev svensk medborgare 1924.  Som illustratör illustrerade han Folke Rösiös bok Våra vingade vänner I-II 1944 och Fågelbok för barn 1948 samt svampböcker och Aftonbladets svampkarta. Tupy är representerad vid  Wiens stadsmuseum.